# D (chiffre romain)
Cette page contient des caractères spéciaux ou non latins. S’ils s’affichent mal (▯, ?, etc.), consultez la page d’aide Unicode.
D est le nombre 500 dans la numération romaine. Voir lettre D. Il a aussi été historiquement représenté par IↃ ou ꟾↃ.
C'est la moitié de ↀ (ou CIↃ, CꟾↃ), représentation ancienne du nombre 1000, ce qui explique sa forme.

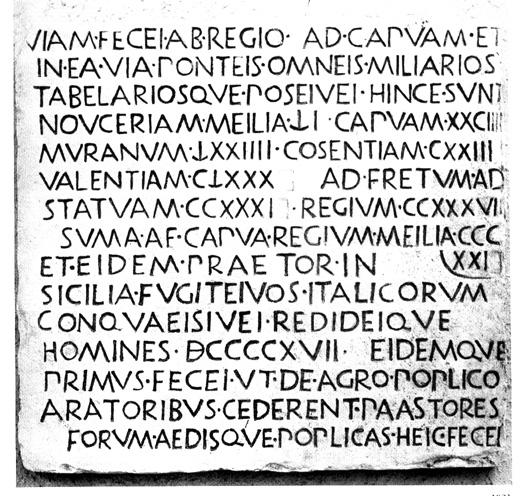
Inscritption datant de 132 av. J.-C. utilisant Ⅾ ressemblant à un Ⅾ̶ (quatrième ligne à partir du bas).

## Représentations informatiques
Le chiffre romain D peut être représenté avec les caractères Unicode suivant :
- lettre latine D majuscule D : U+0044
- lettre latine d minuscule d : U+0064
- chiffre romain cinq cents Ⅾ : U+216E
- chiffre romain minuscule cinq cents ⅾ : U+217E

La lettre latine D (U+0044 et U+0064) est habituellement recommandée. Les chiffres romains cinq cents (U+216E et U+217E) ayant été codés dans Unicode pour compatibilité avec des codages est asiatiques, ils peuvent être utiles dans des textes verticaux conservant leur orientation ou lorsque leur largeur doit être uniforme.